# Havilah
Havilah – obszar niemunicypalny w hrabstwie Kern w Kalifornii (Stany Zjednoczone), położony ok. 6,5 km na południowy wschód od Miracle Hot Springs na wysokości 956 m n.p.m. Jego nazwa pochodzi z przypowieści biblijnej, w której funkcjonuje jako miejsce, gdzie znajduje się złoto, które faktycznie zostało tu odnalezione w 1864 roku.
Havilah był siedzibą hrabstwa w momencie jego założenia w 1866 r., do roku 1872, gdy została ona przeniesiona do Bakersfield.